# Draigwenia
Draigwenia  (nombre que significa "dragón blanco" del galés ddraig wen, en referencia a un dragón asociado con los anglosajones) es un género extinto de pterosaurio conocido a partir de un fragmento de mandíbula encontrada en rocas del Cretácico Superior de la unidad geológica de Cambridge Greensand en el Reino Unido. El fósil fue probablemente reelaborado de una capa del Cretácico Inferior que puede ser datada de la época del Albiense. Solo incluye a una especie, Draigwenia platystomus.

## Historia
El ejemplar holotipo CAMSM B54835, fue descrito en 1870 by Harry Govier Seeley como el holotipo de la especie Ornithocheirus platystomus. En 1914 Reginald Walter Hooley reclasificó a O. platystomus en el género Amblydectes. Este fue reasignado por David Unwin en 2001 al género Lonchodectes, y en 2013 fue excluido de la familia Lonchodraconidae. En una revisión de 2021 del género Amblydectes, Borja Holgado consideró a platystomus como un taxón válido y le dio su propio género, Draigwenia, reinterpretándolo como un miembro indeterminado del clado Lanceodontia.